# Hartmannsdorf (Hartmannsdorf-Reichenau)
Hartmannsdorf ist ein Ortsteil der sächsischen Gemeinde Hartmannsdorf-Reichenau im Landkreis Sächsische Schweiz-Osterzgebirge.

## Geografie

### Lage
Hartmannsdorf liegt westlich der von der Wilden Weißeritz gespeisten Talsperre Lehnmühle im Norden Hartmannsdorf-Reichenaus. Durch den Ort führt die Staatsstraße 186 in die südlich liegenden Siedlungen Neubau und Reichenau. Wüstungen auf den Fluren Hartmannsdorfs sind Haselborn, Helbigsdorf und Heilsberg. Der Ort hat ebenfalls Anteil an einer Wüstung Dittersdorf, die im Süden Friedersdorfs liegt.

### Nachbarorte
| Friedersdorf    | Röthenbach                                  | Reichstädt  |
| Burkersdorf     | Kompassrose, die auf Nachbargemeinden zeigt | Hennersdorf |
| Kleinbobritzsch | Reichenau                                   | Neubau      |

## Geschichte

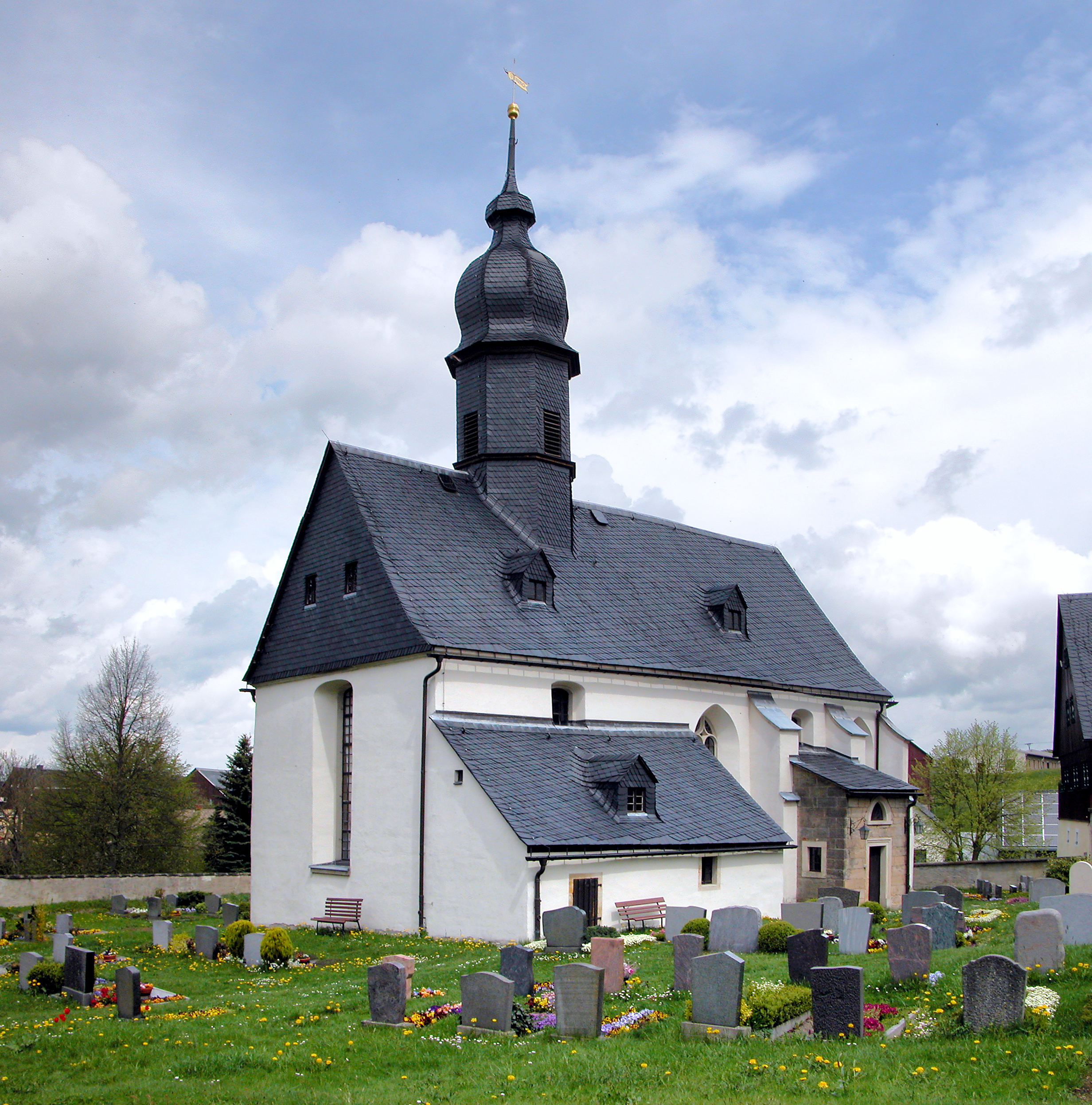
St.-Laurentius-Kirche Hartmannsdorf

Hartmannsdorf wurde im 13. Jahrhundert von Bauern unter Führung eines sogenannten Lokators gegründet. Dieser warb "Deutsche Bauern aus Franken und Thüringen an, die dann unter dessen Leitung mit Weib und Rind auf ihren ochsen- und pferdebespannten Planwagen Einzug in unsere Heimat hielten ... nach diesem Lokator, hier demnach Hartmann, bekam der neue Ort in den meisten fällen seinen Namen" (Ortschronik von H.O.Schleinitz, 1931)
Ab 1346 gehörte es unter dem Namen Hartmannsdorf minor dem Bistum Meißen an. Auch wurde es als Hartendorf oder Kleinhartmannsdorf bezeichnet. Erst am 3. Juli 1860 erfolgte die endgültige Namensgebung durch eine Verordnung des Ministeriums des Inneren. Seitdem ist Hartmannsdorf amtlich Hartmannsdorf.
Im Jahr 1429 während des Hussitenkrieges, lagerten diese ein ganzes Jahr auf einer Erhöhung im Dorf. Dadurch blieb Hartmannsdorf im Gegensatz zu umliegenden Dörfern von der Zerstörung verschont. Der Berg trägt heute den Namen Hisselberg. 1542 gab es eine Heuschreckenplage: „Diese sind in großen Schwärmen, gleich dichten Wolken über das Land gezogen, sich auf den Feldern niedergelassen und Laub, Gras, Kraut, Getreide abgefressen und überall Flecken rot wie Blut zurückgelassen.“ Durch ein Erdbeben, den Dreißigjährigen Krieg und die Pest wurde die Bevölkerung um 1634 auf nur 33 Leute dezimiert.
Im Jahr 1834 wurde ein Anteil des südlich gelegenen Ortes Neubau eingemeindet. Zu dieser Zeit war Hartmannsdorf zum Amt Frauenstein gehörig. Von 1856 bis 1875 lag die Verwaltung beim Gerichtsamt Frauenstein, danach bei der Amtshauptmannschaft Dippoldiswalde. Die Gemarkungsgröße des Waldhufendorfs im Jahr 1900 betrug 1248 Hektar. Die Bevölkerung Hartmannsdorfs teilte sich 1925 in 837 evangelisch-lutherische Bürger und vier Katholiken auf. Bei der Flutung der Talsperre Lehnmühle versank Anfang 1932 die in der Gemarkung Hartmannsdorf gelegene Ansiedlung Steinbrückmühle.
Die Amtshauptmannschaft wurde 1939 in den Landkreis und 1952 in den Kreis Dippoldiswalde (ab 1990 Landkreis) umgewandelt. Der wurde 1994 mit dem Landkreis Freital zum Weißeritzkreis zusammengeschlossen. Am 1. Januar 1994 erfolgte der Zusammenschluss der Gemeinden Hartmannsdorf und Reichenau zur neuen Gemeinde Hartmannsdorf-Reichenau, die seit dem 1. August in dem aus den alten Landkreisen Sächsische Schweiz und Weißeritzkreis gebildeten Landkreis Sächsische Schweiz-Osterzgebirge liegt.

### Entwicklung der Einwohnerzahl
| Jahr | Einwohnerzahl                            |
| ---- | ---------------------------------------- |
| 1551 | 30 besessene Mann, 85 Inwohner           |
| 1764 | 28 besessene Mann, 32 Häusler, 31¼ Hufen |
| 1834 | 517                                      |
| 1871 | 714                                      |

| Jahr | Einwohnerzahl |
| ---- | ------------- |
| 1890 | 858           |
| 1910 | 818           |
| 1925 | 842           |
| 1939 | 775           |

| Jahr | Einwohnerzahl |
| ---- | ------------- |
| 1964 | 918           |
| 1950 | 871           |
| 1964 | 768           |
| 1990 | 706           |

## Persönlichkeiten
- Johann Christoph Arnold (* 10. März 1763 in Hartmannsdorf; † 6. August 1847 in Dresden), Buchhändler, Verleger